# 田中養達

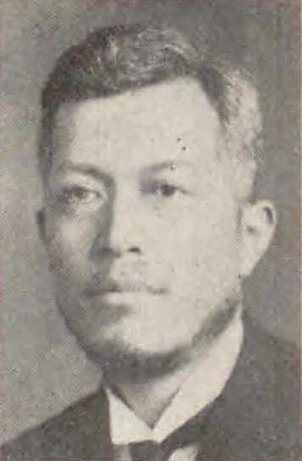
田中養達

田中 養達（たなか ようたつ、1885年（明治18年）6月12日 - 1956年（昭和31年）10月3日）は、日本の衆議院議員（憲政会→立憲民政党→国民同盟→東方会）、産婦人科医。

## 経歴
滋賀県犬上郡南青柳村（現在の彦根市）の今村家に生まれ、田中貞蔵の養子となった。1907年（明治40年）に愛知医学専門学校（現在の名古屋大学医学部）を卒業し、さらに京都帝国大学産婦人科教室で研究を重ね、坂田郡米原町（現在の米原市）に産婦人科医院を開業した。坂田郡会議員、滋賀県会議員、同参事会員を歴任。
1926年（大正15年）の衆議院滋賀6区（小選挙区）の補欠選挙で初当選。第20回衆議院議員総選挙に至るまで5回当選を果たした。
1942年（昭和17年）の第21回衆議院議員総選挙（いわゆる翼賛選挙）では非推薦で落選。戦後は公職追放となった。